# Diana Maria Riva
Diana Maria Riva, née le 22 juillet 1969 à Cincinnati, est une actrice américaine.
Elle est surtout connue pour ses apparitions dans des séries télévisées. 
Elle a notamment fait partie de la distribution principale des séries Philly, Bailey et Stark et Telenovela.  
Elle a aussi tenu des rôles récurrents dans des séries comme Sabrina, l'apprentie sorcière, À la Maison-Blanche, Studio 60 on the Sunset Strip, Rob, The Bridge et Man with a Plan.  

## Biographie
Diana Maria Uhlenbrock est née à Cincinnati, Ohio, dans la famille du dentiste Chris B. Uhlenbrok et Maria Uhlenbrock (née Riva). Elle a étudié à St. Ursula Academy et à University of Cincinnati College-Conservatory of Music.

## Carrière
Son premier rôle était en 1996, dans ls série télévisée Common Law.

## Filmographie

### Cinéma

#### Courts métrages
- 2005 : Barbara Jean de Mischa Livingstone : Candace
- 2014 : Killing Happy de David Brandvik : Annie

#### Longs métrages
- 2000 : Ce que veulent les femmes de Nancy Meyers : Stella
- 2002 : The Third Wheel de Jordan Brady : Rose Lady
- 2003 : Chasing Papi de Linda Mendoza : Fala
- 2003 : Exposed de Misti Barnes : Maria
- 2004 : L'Employé du mois de Mitch Rouse : Deloris Crabtree
- 2009 : 17 ans encore de Burr Steers : la juge
- 2010 : La Guerre des pères de Rick Famuyiwa : Sonia Ramirez
- 2013 : States of Grace de Destin Daniel Cretton : Beth
- 2013 : Tuna de Bob Byington : Marie
- 2014 : Love and Mercy de Bill Pohlad : Gloria
- 2015 : McFarland de Niki Caro : Senora Diaz
- 2020 : Kajillionaire de Miranda July : Farida

### Télévision

#### Séries télévisées
- 1996 : Common Law : Maria Marquez (5 épisodes)
- 1997 : Murder One : Ms. Aguilera (saison 2 épisodes 15 et 16)
- 1997 : Murder One: Diary of a Serial Killer : Ms. Aguilera (mini-série, 6 épisodes)
- 1997 : La Vie à cinq : Une infirmière (1 épisode)
- 1997 : New York Police Blues : Matron (1 épisode)
- 1998 : Le Caméléon : Lupe Harmon (saison 3 épisode 6)
- 1998 : Living in Captivity : Alba (1 épisode)
- 1999 : X-Files : Angela Villareal (saison 6, épisode Agua mala)
- 1999 : La Vie à cinq : Loraina (1 épisode)
- 1999 : New York Police Blues : Matron (1 épisode)
- 1999 : Le Flic de Shanghaï : Angie (1 épisode)
- 1999 - 2001 : Tout le monde aime Raymond : Sarah (2 épisodes)
- 2000 : Le Drew Carey Show : Elena (1 épisode)
- 2000 : City of Angels : Connie (4 épisodes)
- 2000 : The Hughleys : Tia (1 épisode)
- 2001 : Kate Brasher : Ms. Carerra (1 épisode)
- 2001 - 2002 : Philly : Patricia (22 épisodes)
- 2002 - 2003 : Sabrina, l'apprentie sorcière : Annie (10 épisodes)
- 2003 : Luis : Isabella (9 épisodes)
- 2003 : Miss Match : Rhea Stern (1 épisode)
- 2004 : Les Experts : Juanita (saison 4 épisode 17)
- 2004 : Reba : Miss Laurie (1 épisode)
- 2004 - 2005 : Less Than Perfect : Vivian (3 épisodes)
- 2005 : Clubhouse : Rosie Marquez (1 épisode)
- 2005 - 2006 : À la Maison-Blanche : Edie Ortega (8 épisodes)
- 2006 : Oui, chérie ! : Miss McKenzie (1 épisode)
- 2006 - 2007 : Studio 60 on the Sunset Strip : Lily Rodriguez (8 épisodes)
- 2007 : Standoff : Les Négociateurs : Marta (1 épisode)
- 2007 : The Loop : Benita (2 épisodes)
- 2007 : Side Order of Life : Vivy Porter (13 épisodes)
- 2008 : Ghost Whisperer : Mrs Alden (saison 3 épisode 13)
- 2009 : Castle : Det. Roselyn Karpowski (saison 2 épisodes 2 et 5)
- 2009 : US Marshals : Protection de témoins : Roberta Procter (1 épisode)
- 2010 : Bailey et Stark  : Lieutenant Ana Ruiz (20 épisodes)
- 2012 : Rob : Rosa (8 épisodes)
- 2013 - 2014 : The Bridge : Kitty Conchas (8 épisodes)
- 2014 : NCIS : Los Angeles : Marcella (saison 6 épisode 5)
- 2014 : Saint George : Concepcion (4 épisodes)
- 2014 : Manhattan Love Story : Angie (1 épisode)
- 2015 : Le Monde de Riley : Chairperson Sanchez (saison 2 épisode 14)
- 2015 - 2016 : Telenovela : Mimi Moncada (11 épisodes)
- 2016 - 2017 : Man with a Plan : Mrs. Rodriguez (22 épisodes)
- 2017 : The Mayor : Franny (1 épisode)
- 2018 : Madam Secretary : Sœur Anne Gutirrez (1 épisode)
- 2019 : Dead to Me : Ana Perez
- 2024 - 2025 : Tracker : Détective Helen Brock (2 épisodes)

#### Téléfilms
- 2008 : Fourplay de John Pasquin : Margaret
- 2009 : Vista Mar, hôpital militaire de Andy Tennant : Amani Banks
- 2011 : Lost and Found de Ted Wass : Rosie Mancini
- 2013 : The Gates de Marc Buckland : Lindsay March
- 2018 : Distefano de Pamela Fryman : Layla

## Distinctions
Sauf indication contraire ou complémentaire, les informations mentionnées dans cette section proviennent de la base de données IMDb.

### Nominations
- Imagen Awards 2016 : meilleure actrice de télévision dans un second rôle pour Telenovela